# Lee Daniels (réalisateur)
Pour les articles homonymes, voir Lee Daniels et Daniels.
Lee Daniels est un producteur, réalisateur, scénariste et acteur américain, né le 24 décembre 1959 à Philadelphie, Pennsylvanie.

## Biographie

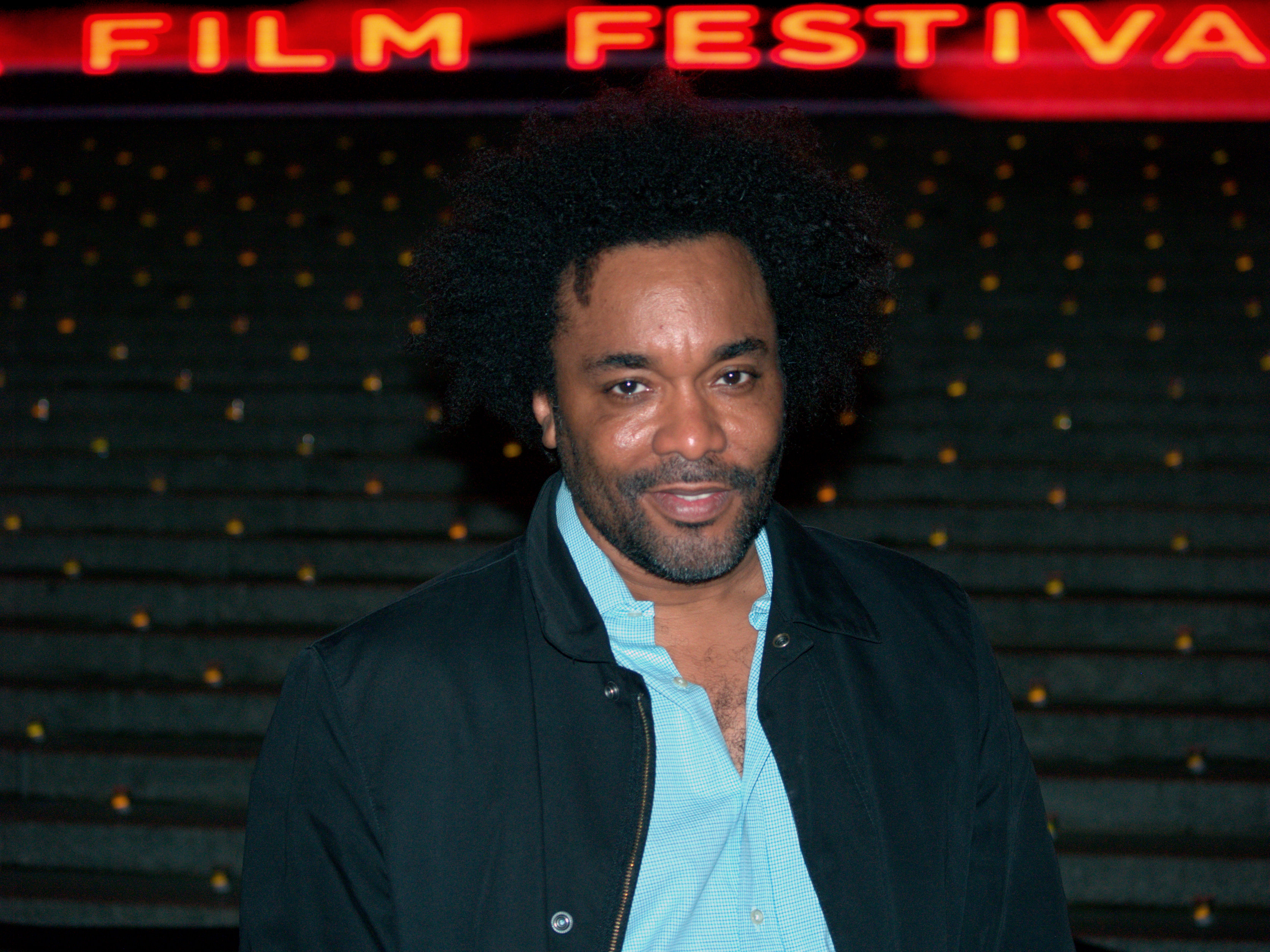
Lee Daniels au Festival du film de Tribeca 2009.

Après avoir fréquenté la Lindenwood University de Saint Charles, Lee Daniels déménage à Hollywood et travaille dans une agence d'infirmiers. Alors qu'il n'a que 21 ans, il fonde sa propre société d'infirmiers, qu'il revend quelques années plus tard pour se lancer dans le cinéma. Il débute comme directeur de casting et agent grâce à sa rencontre fortuite avec un producteur. Il travaille sur des films comme Under the Cherry Moon et Purple Rain et s'occupe notamment de Wes Bentley à l'époque d’American Beauty.
Il fait ses débuts de producteur avec À l'ombre de la haine qui sort en 2001. Ce film permettra à Halle Berry d'obtenir l'Oscar de la meilleure actrice. Lee produit ensuite The Woodsman de Nicole Kassell, dans lequel Kevin Bacon incarne un pédophile luttant contre sa nature. Le film fait l'ouverture du festival de Sundance en 2004 et est honoré dans de nombreux festivals, comme à Deauville où il remporte le prix du jury,.
Enrichi par son expérience de producteur, Lee Daniels se lance dans la réalisation et tourne son premier long métrage, Shadowboxer, qui sort en 2005. On retrouve à la distribution Cuba Gooding Jr., Helen Mirren, Joseph Gordon-Levitt et Mo'Nique. Il continue également de produire des films, comme Tennessee (2008), avec son amie Mariah Carey. Lee Daniels se fait surtout connaitre sur grand public en 2009 avec la sortie de son 2e film comme réalisateur, Precious. Il y retrouve Mo'Nique et dirige les chanteurs Lenny Kravitz et Mariah Carey. Cette adaptation très dure du roman de Sapphire, reçoit de nombreuses distinctions : six nominations aux Oscars 2010 pour finalement deux récompenses : meilleure actrice dans un second rôle pour Mo'Nique et meilleur scénario adapté.

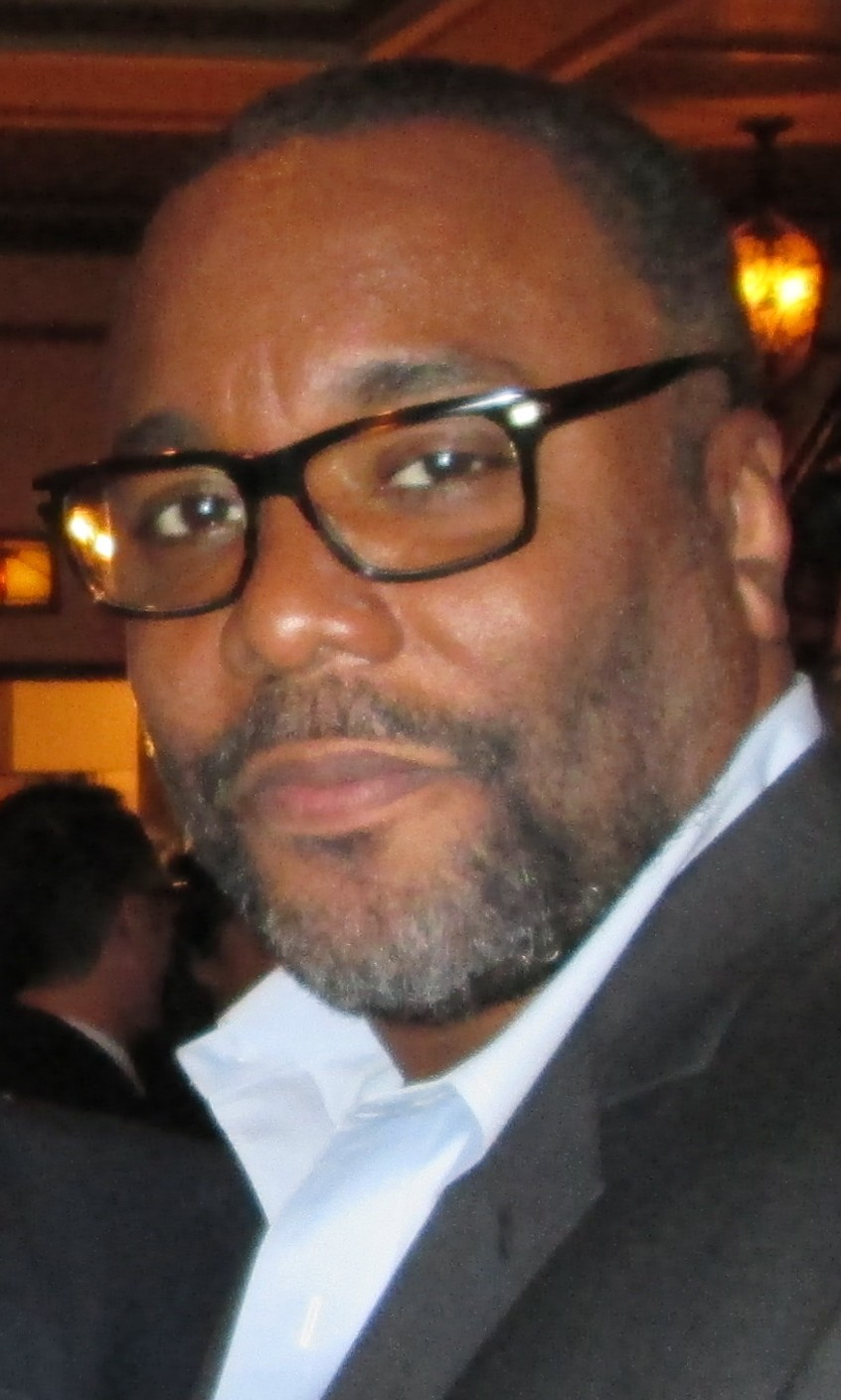
Lee Daniels au Outfest Legacy Awards 2013.

Lee Daniels réalise ensuite Paperboy, qui sort en 2012 et sera nommé notamment aux Golden Globes et concourra pour la Palme d'or au Festival de Cannes 2012. Avec ce film, Lee Daniels confirme davantage son appartenance à la communauté afro-américaine et traite le racisme dans l'Amérique conservatrice des années 1960. Il revendique également son homosexualité et son rôle de « filmmaker gay » en donnant à Matthew McConaughey le rôle d'un homme blanc attiré par un homme noir.
Lee Daniels met ensuite en scène Le Majordome (2013). Librement inspiré de l'histoire d'Eugene Allen, il dirige Forest Whitaker dans le rôle du majordome de la Maison-Blanche qui aura travaillé pour 7 présidents, entre 1952 et 1986. Là encore, il aborde le racisme à travers les évènements de la lutte contre la ségrégation raciale aux États-Unis et à la présence de Martin Luther King, ici interprété par Nelsan Ellis.
Dès janvier 2015, la Fox diffuse la série Empire, qu'il a créé avec Danny Strong. Cette série, de style assez soap opera, se déroule dans le milieu de l'industrie du hip-hop. Dès son lancement, c'est un énorme succès aux États-Unis avec notamment 11,9 millions de téléspectateur pour le 6e épisode et un taux sur la cible des 18/49 ans de 4,7 % (un record pour une nouvelle série depuis Heroes en 2007).
Il est ensuite en scène un film biographique sur la chanteuse Billie Holiday, Billie Holiday, une affaire d'État, sorti en 2021. Si les critiques sont globalement partagées, la prestation de l'actrice principale Andra Day est très appréciée et elle obtient le Golden Globe de la meilleure actrice dans un film dramatique et une nomination à l'Oscar de la meilleure actrice.

## Filmographie
Sauf indication contraire, les informations mentionnées dans cette section peuvent être confirmées par la base de données cinématographiques IMDb,  présente dans la section « Liens externes ».

### Comme réalisateur (cinéma)
- 2005 : Shadowboxer
- 2009 : Precious (Precious: Based on the Novel Push by Sapphire)
- 2012 : Paperboy (The Paperboy)
- 2013 : Le Majordome (Lee Daniels' The Butler)
- 2021 : Billie Holiday, une affaire d'État (The United States vs. Billie Holiday)
- 2024 : The Deliverance (biopic de l'Affaire Latoya Ammons)

### Comme réalisateur: Télévision (Série)
- 2015 : Empire (série télévisée) - 3 épisodes
- 2016-2017 : Star (série télévisée) - 2 épisodes

### Comme scénariste
- 2012 : Paperboy (The Paperboy) avec Peter Dexter
- 2015-2016 : Empire (série télévisée) - 2 épisodes
- 2016-2017 : Star (série télévisée) - 2 épisodes

### Comme producteur
- 2001 : À l'ombre de la haine (Monster's Ball) de Marc Forster
- 2004 : The Woodsman de Nicole Kassell
- 2005 : Shadowboxer de lui-même
- 2008 : Tennessee d'Aaron Woodley (en)
- 2009 : Precious (Precious: Based on the Novel Push by Sapphire) de lui-même
- 2012 : Paperboy (The Paperboy) de lui-même
- 2015-2020 : Empire (série télévisée)
- 2019-2019 : Star (série télévisée)
- 2020 : Concrete Cowboy de Ricky Staub

### Comme acteur
- 1986 : A Little Off Mark de Robert Wheaton : Steeve (court métrage)
- 2004 : Une famille allemande (Agnes und seine Brüder) d'Oskar Roehler : Henry Preminger
- 2005 : Shadowboxer de lui-même : l'homme dans le hammam

## Distinctions

### Récompense
- 2010 : meilleur réalisateur pour Precious aux Film Independent's Spirit Awards

### Nominations aux Oscars 2010
- 2010 : meilleur réalisateur pour Precious
- 2010 : meilleur film pour Precious, nomination partagée avec les producteurs Sarah Siegel-Magness et Gary Magness.

### Sélection
- Festival de Cannes 2012 : En compétition pour la Palme d'or pour Paperboy